# Aviation Industry Corporation of China
Pour les articles homonymes, voir Avic.
Aviation Industry Corporation of China (chinois : 中国航空工业集团公司 ou AVIC ; en français : Société de l'Industrie Aéronautique de Chine) est une holding publique chinoise spécialisée dans la construction aéronautique et fondée en 1993, divisée en deux en 1999, puis de nouveau réunifiée le 6 novembre 2008. AVIC construit des avions militaires,, des avions de ligne mais également des turboréacteurs, des hélicoptères.
Aviation Industry Corporation of China se classait en 2023 au quatrième rang mondial pour la production d'armement.

## Historique
L'histoire de la construction aéronautique en Chine débuta en 1934, par la création d'une coentreprise à Nanchang destinée au développement de l'aviation entre la république de Chine de Tchang Kaï-chek et le royaume d'Italie de Benito Mussolini. Toutefois cette collaboration est interrompue par l'alliance militaire entre l'Italie et le Japon et la seconde guerre sino-japonaise. Les usines sont confisquées par le gouvernement chinois puis délocalisées dans le Nanchuan à la suite de l'occupation japonaise, avant de retourner à Nanchang en 1947.
Après la fondation de la république populaire de Chine en 1949, l'industrie aéronautique chinoise se développa, à travers la création de société d'état. Le site de Nanchang devient Hongdu en 1951, puis de nouvelles sociétés sont créées : Shenyang et Shanghai Aircraft en 1951, Harbin en 1952, Xi'an en 1958, Shaanxi et Changhe en 1969.
En 1993, AVIC est créée permettant d'établir un lien entre les différentes sociétés aéronautiques. De 1999, la holding est divisée en deux : AVIC I est chargé de la coordination des avions militaires et moyen-courrier tandis que AVIC II se concentre sur les petits avions et hélicoptères. Après la réunification d'AVIC en 2008, la section des avions moyen-courriers commerciaux est détachée pour former la COMAC.
Elle est classée en 2018 comme la 1re entreprise du CMI chinois.
D'après le quotidien du peuple en ligne, il s'agit de deux des trois entreprises qui participent à l'assemblage d'Airbus A320 à Tianjin, dans la nouvelle zone Binhai.

## Organisation
AVIC se divise en 12 pôles : défense, avions de transports, motorisation d'avions, hélicoptères, avionique, appareils d'aviation générale, recherche et développement aéronautique, tests en vol, marché et logistique, management, étude de projet sur plans et maquettes, automobile.
AVIC comprend près de 200 filiales installées dans 19 villes (Pékin, Shanghai, Tianjin) et provinces (Shaanxi, Sichuan, Guizhou, Liaoning, Jilin, Heilongjiang, Jiangxi, Henan, Anhui, Jiangsu, Hubei, Hunan, Shandong, Hebei, Gansu, Guangdong).

### Filiales
| Compagnie                                                       | Date de création |
| --------------------------------------------------------------- | ---------------- |
| Changhe Aircraft Industries Corporation                         | 1969             |
| Chengdu Aircraft Industry Group                                 | 1958             |
| China National Aero-Technology Import & Export Corporation (en) | 1979             |
| Guizhou Aircraft Industry Co. (en)                              | 1993             |
| Harbin Aircraft Manufacturing Corporation                       | 1952             |
| Hongdu Aviation Industry Group                                  | 1951             |
| Shanghai Aircraft Manufacturing Factory (en)                    | 1950             |
| Shanxi Aircraft Company (en)                                    | 1969             |
| Shenyang Aircraft Corporation                                   | 1951             |
| Xi'an Aircraft Industrial Corporation                           | 1958             |
| AVIC General (France) E.U.R.L                                   | 2017             |

En 2019, AVIC General (France) E.U.R.L détient 24,99 % de Flying Whales SAS, une start-up spécialisée dans la construction et l'exploitation de ballons dirigeables à structure rigide,. 

## Activités
En 2020, le groupe se classe au 6e rang mondial parmi les industries de défense et de sécurité, ses revenus dans ce domaine s'élèvent à 25,5 milliards de dollars, ce qui représente 38 % de l'ensemble de son chiffre d'affaires.